# Diego Carrasco Becerra
Diego Carrasco Becerra (Málaga, 30 de diciembre de 1968, Ibidem., 18 de julio de 2019) fue un entrenador español de balonmano y balonmano playa, seleccionador español de las Guerreras de la Arena.

## Balonmano
Diego Carrasco entrenó toda su vida al Club Balonmano Femenino Málaga Costa del Sol. Con él se construyó la base del mejor equipo hasta la fecha del equipo malagueño. Bajo su mandato llegaron Paula García, Rocio Campigli, Isa Medeiros, Estela Doiro que fueron, a la postre, fundamentales en aquellas dos Copas de la Reina, copa de la EHF y Supercopa de España que ganó el equipo malacitano. Sole López, capitana del equipo que ganó la primera Copa de la Reina para el conjunto malacitano, levantó el trofeo al cielo, dedicando a Diego el triunfo.
Vivió la época más complicada del entonces ASISA, mano a mano con la expresidenta Carmen Morales. Estuvo en Primera División Femenina, en División de Honor Plata y en 2014 lideró al equipo hacia el ascenso a División de Honor 13 años después. Fue el entrenador que llevó también al conjunto malagueño a disputar una competición europea por primera vez en su historia.
Siempre en el Costa, fue tentado varias veces para salir del equipo y dirigir otro banquillo pero se quedó en Málaga. Diego tenía un objetivo: Ganar un gran título para Málaga. Se ponía esa meta antes de dejar el conjunto malagueño pero nunca se dio esa circunstancia antes de su muerte.
Tras su defunción le sustituyó en el banquillo malagueño Suso Gallardo, el que fuera su mano derecha desde el 2011.

## Balonmano Playa
Bajo sus órdenes como entrenador de balonmano playa ha liderado a varios equipos femeninos malagueños, siempre con la base de su club en pista, y ha conseguido un campeonato de Europa, seis campeonatos de España y ha quedado 4 veces subcampeón.
El malagueño llevaba años vinculado a la Federación Española como técnico del equipo femenino juvenil, con el que consiguió dos subcampeonatos de Europa (2015 y 2016), así como un bronce también continental en arena (2014). 
En 2019 fue nombrado seleccionador de las Guerreras de la Arena relevando en el banquillo de la selección española a Daniel Lara. El técnico malagueño se enfrentó ese mismo año a un gran reto: clasificar al combinado nacional para el Mundial de Balonmano Playa de Italia de 2020. Para ello consiguió la quinta plaza del Europeo, tras perder solo (una derrota en diez partidos disputados) el cruce de cuartos, lo que le imposibilitó estar en la lucha por las medallas.

## Trayectoria
- 1994 - 2019: Entrenador Club Balonmano Femenino Málaga Costa del Sol
- 2019 - 2019: Seleccionador Nacional Balonmano Playa
- 2013 - 2017: Seleccionador Nacional Juvenil Playa
- 2018: Seleccionador Nacional Junior
- 2003-2018: Seleccionador Universidad Málaga

## Galardones

### Equipos
- 2 x Medalla de plata en el Campeonato Europeo de Balonmano Playa (2015, 2016)[9]
- 1 x Medalla de bronce en el Campeonato Europeo de Balonmano Playa (2015, 2016)
- 1 x Medalla de oro en el Campeonato de España Universitario (2018)[11]

### Personales
- Insignia Olímpica del COE (2020)[12]
- Medalla e Insignia de Oro de la Real Federación Española de Balonmano (2021)[13]
- Placa al Mérito Deportivo de la Real Federación Española de Balonmano (2021)[14]
- Insignia de Oro de Radio Marca (2019)[15]

## Vida
Tras su muerte (y por petición de la concejala malagueña Noelia Losada), se aprobó que el Pabellón de Puerto de la Torre (Málaga) llevara el nombre de Diego Carrasco. Como también lleva su nombre el trofeo que premia la labor técnica de la Federación Malagueña de Balonmanoy el premio al Mérito Deportivo que otorga el Club Balonmano Femenino Málaga Costa del Sol que, en su primera edición, recayó en Susana Martínez Calatayud.

### Torneo de Balonmano Playa
En el año 2023 se anunció la creación del torneo de Balonmano Playa "Diego Carrasco Handball Beach Cup" y su primera competición se celebró en Torrox los días 7, 8 y 9 de julio del 2023. La prueba entra dentro del prestigioso Eurohandball Beach Tour (EBT) y del circuito andaluz. 